# Bilvask
Bilvask er en eksperimentalfilm fra 1991 instrueret af Henrik Ruben Genz efter eget manuskript.

## Handling
'Carwash' er en version af kærlighedens ritualer - et dansk bud på bilvasken som en non-verbal videomontage om bilistens bizarre omsorg for sit køretøj, som den kan komme til udtryk i servicestationernes Hellige Haller.